# Sarmienta scandens
Sarmienta scandens là một loài thực vật có hoa trong họ Tai voi. Loài này được (J.D. Brandis ex Molina) Pers. miêu tả khoa học đầu tiên năm 1805.

## Hình ảnh

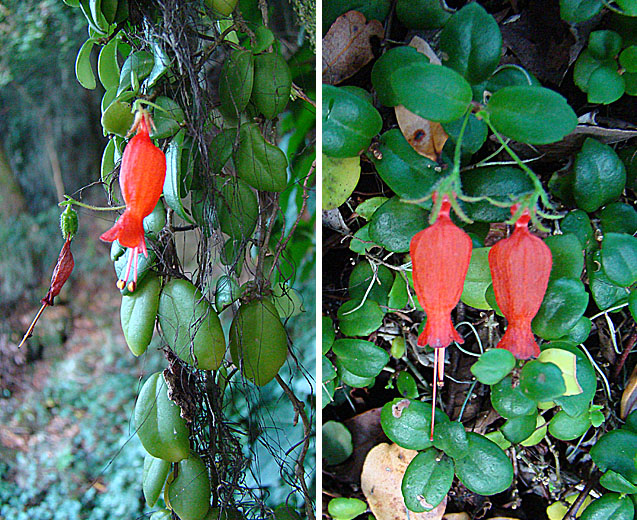